# San Calixto (kommun)
San Calixto är en kommun i Colombia.   Den ligger i departementet Norte de Santander, i den norra delen av landet, 400 km norr om huvudstaden Bogotá. Antalet invånare är 12 581.